# Loropetalum chinense
Loropetalum chinense ((R.Br) Oliv., 1862) è una specie del genere Loropetalum della famiglia delle Hamamelidaceae, originaria di Cina, Giappone e sud-est asiatico. 

## Descrizione
Si tratta di arbusti o piccoli alberi che producono fiori e frutti. Vi sono due varianti di questa specie:
- varietà dal fiore bianco (o giallo pallido), alta fino a 3.7 m, con foglie di colore verde
- varietà dal fiore rosa, alta fino a 1,5 m, con foglie dal colore variabile dal bronzeo-rosso, quando novelle, al verde-oliva o bordeaux alla maturità, a seconda della selezione o delle condizioni di crescita

Esse sono sempreverdi con rami formanti strati orizzontali. Le foglie sono disposte alternate, di forma ovale fino a 5 cm di lunghezza e 3,5 cm di larghezza, e danno al tatto una sensazione di abrasività.

## Tassonomia

### Varietà
Al momento è accettata una sola varietà di questa specie:
- Loropetalum chinense var. coloratum C.Q.Huang[2]

## Coltivazione e usi
L. chinense cresce meglio in terreni fertili, leggermente acidi, in pieno sole per il colore più profondo del fogliame, e resiste fino a -15 °C. È una pianta ornamentale popolare, coltivata per i suoi prolifici grappoli di fiori e (nel caso della varietà con fiori rosa) con fogliame di colore intenso che può andare dal verde, al rame o al purpureo con toni di rosso.

## Galleria d'immagini

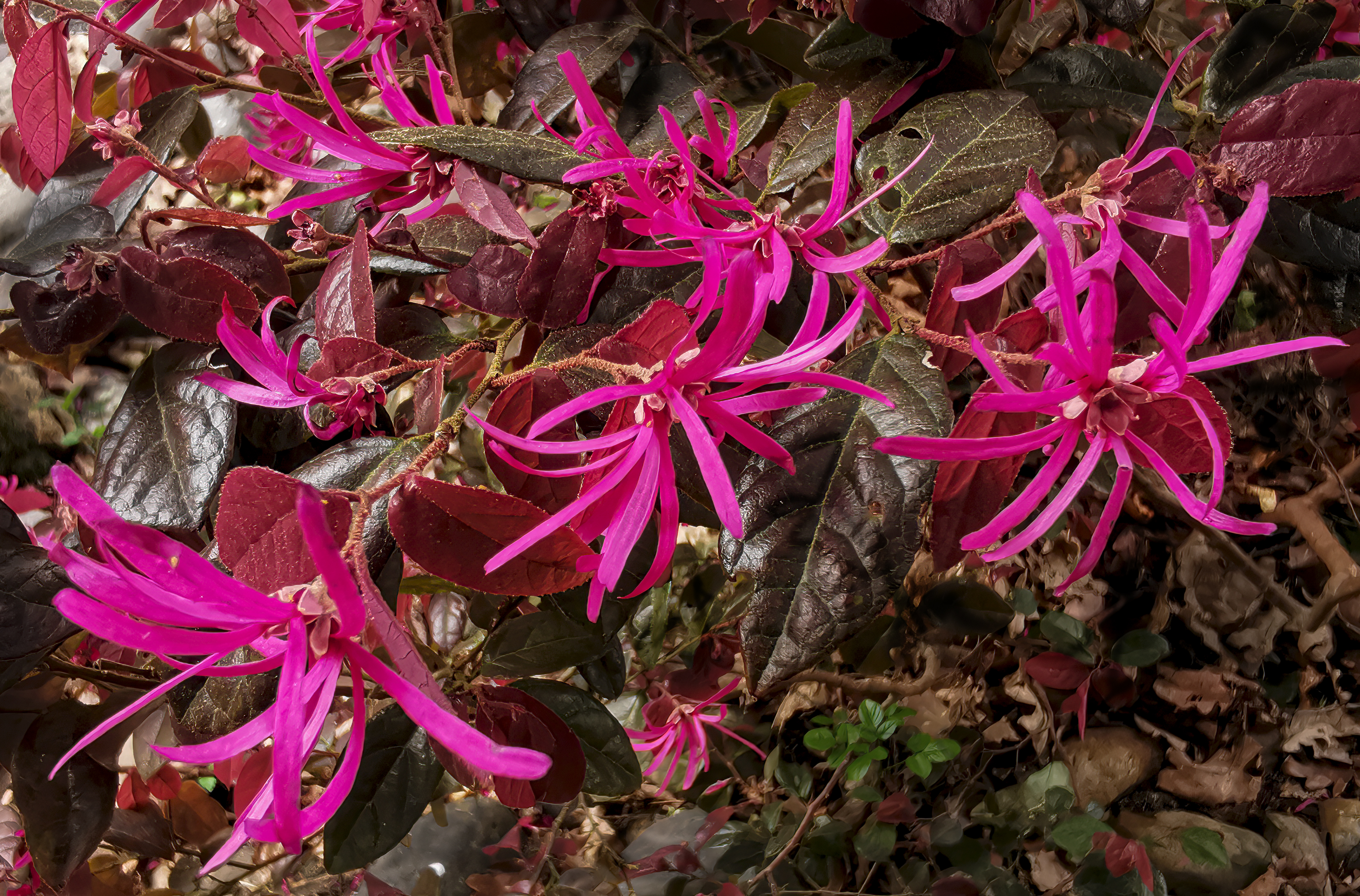
Loropetalum chinensis, var. rubrum
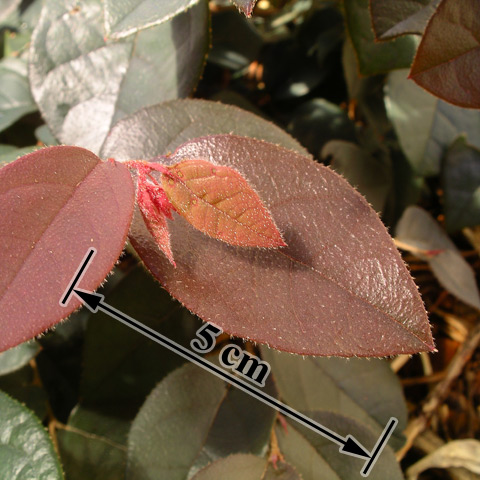
Loropetalum chinense, varietà rubrum: foglie
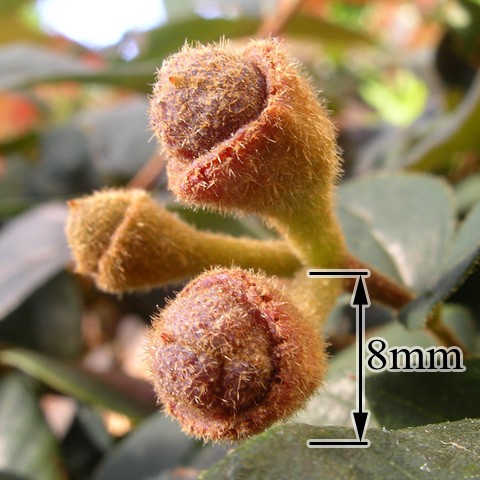
L. chinense varietà rubrum: frutti